# 第九世代游戏机
在电子游戏机历史上，第九世代游戏机，目前亦称为次世代游戏机，由索尼、微软、任天堂和Valve四家主要電子遊戲機廠商與谷歌、英偉達和亞馬遜三家主要雲端遊戲廠商推出的一系列電子遊戲機和雲端遊戲服務的統稱。任天堂在2017年发售的电子遊戲機任天堂Switch與谷歌和亞馬遜分別於2019年與2020年發佈的Google Stadia與Amazon Luna，被視為第8.5代，索尼和微软分别在2020年发售电子游戏机PlayStation 5和Xbox Series X/S，由此七家公司正式開啟第九世代遊戲機的競爭，而Valve則於2021年年底加入競爭。任天堂Switch發售8年後，任天堂在2025年6月5日發售的後繼機任天堂Switch 2才正式加入第九世代遊戲機的競爭。索尼、任天堂和微软皆保证新一代电子游戏机将会有一定的向后兼容性，因而本世代游戏机的转换预计将是平稳的。此外，VR、8K、游戏串流等技术预计也将成为本世代游戏机的主要技术点。

## 背景

### 第8.5世代游戏机
由于Wii U的惨痛市场表现，任天堂在2015年即决意重新开发一款新型的游戏机，参与第八世代游戏机的竞争，其成果即是2017年3月发行的Switch。部分媒体认为任天堂Switch是一款第九世代游戏机；另一些媒体，則称Switch是一款第八世代游戏机。
同期，索尼和微软则分别在其第八世代游戏机平台上进行小幅升级，包括引入对4K分辨率游戏的支持，以缓解由于智能手机和家用计算机的快周期升级给其的技术压力。这种被称为“周期中期升级”的市场策略诞生了一个新的称呼：部分媒体称Xbox One X和PlayStation 4 Pro为8.5世代游戏机。虽然没有任何来源，但任天堂Switch理论上亦属于8.5世代游戏机的一员。
任天堂在2019年7月17日发布了新版本的Switch：该新款Switch仅仅是小规模升级，比如更长的电池使用时间和更节能的核心组件，因此不若索尼和微软的类似升级般直接创造了一个新的中间世代。

### 非常规游戏机与云游戏的冲击
一直以来，非常规游戏机，如家用计算机与专用的电子游戏机并行不悖。与电子游戏机相比，家用计算机的游戏性能虽然偏弱，但其同时在其他方面能有所应用，而非只能作为游戏机使用，且较高端的家用计算机在世代终期的时候，其游戏性能往往不输电子游戏机。但随着家用计算机性能的不断加速增长，第八世代游戏机的诞生即面临着家用计算机的有力挑战，而智能手机、平板电脑和智能电视也开始向电子游戏机发起冲击。智能手机的发展严重冲击了掌机的生存空间，索尼甚至直接放弃了继续发展掌机的努力。
在现今仍在制造游戏机的三大游戏机厂商中，微软较另外两家有所不同。微软靠计算机软件起家，在第六世代才进入游戏机市场。在各个世代，微软的游戏机出现了或多或少的制造与营销失误，销量亦明显低于索尼的同世代竞品。不过微软的计算机操作系统在市场上占有绝对主导地位，加上微软的第八世代游戏机切换回x86平台，使得Xbox One系统软件实际上是Windows的一个修改版。2015年11月的一次更新后，Xbox One系统软件的核心被切换到Windows 10，使得Xbox One系统软件成为Windows 10版本矩阵的一员。微软于2016年4月更进一步，宣布合并Xbox One的应用商店入Microsoft商店（原称Windows应用商店），使得Xbox One的游戏可以下载并运行于Windows平台的计算机，同时用于Windows（通用Windows平台应用）的娱乐和生产力软件也可以下载并运行于Xbox上，Xbox形同一款游戏性能卓异且价格低廉的计算机。
另一个不能忽略的事件来源于Valve。Valve是一家游戏开发商，为方便游戏分发，于2003年推出了数字发行平台Steam，至2013年时，Screen Digest估计Steam的市场份额有75%。2015年，跟踪网站Steam Spy估计，用户从Steam商店或第三方供应商购买的Steam游戏总额约为35亿美元，占当年PC游戏销售总额的15%。2015年，Valve推出了Steam Machine，试图打进游戏机市场，但最终以失败告终。儘管如此，用於Steam Machine的操作系統，SteamOS，基於Debian，存活了下來，並且成為Valve探索Linux遊戲的平台。2018年8月SteamOS 2.0更使得幾乎所有Steam平台上的遊戲都可以在Linux上運行。2021年5月，Valve宣佈將重新進軍遊戲機市場，並將於2021年年底推出Steam Deck，支持SteamOS 3.0。
以GeForce Now、Google Stadia和Amazon Luna為代表的雲端遊戲亦成為行業熱門。而微軟公司和蘋果公司為與其競爭，亦分别推出了Xbox Game Pass和Apple Arcade服務。

### 2019冠状病毒病疫情的影响以及季銷量被第八世代反超
2020年代初，全世界受2019冠状病毒病疫情影响，由于当地的疫情防控措施和规范，各国的制造业工厂不得不降低产能，甚至直接停产。另一方面，同样由于疫情，更多人在家里停留更长时间，对游戏的需求持续加大。
由AMD设计并封装的PlayStation 5 APU、Xbox Series X/S APU、Zen 2/3 CPU/APU、RDNA 1/2 GPU均基于台积电的7nm工艺。由于中美贸易战期间美国对华为施加的制裁、高通与英伟达暂时转向三星、苹果冲击5nm等因素，AMD在疫情期间几乎吃下了台积电的全部7nm产能。尽管如此，产能依然无法应对高涨的市场需求。同时，GDDR6显存等其他主要部件的产能亦全面告急。因虚拟货币潮，自2020年9月起，计算机显卡持续处于缺货涨价的状态，而本世代游戏机亦自发售起就面临缺货的问题，而游戏玩家因显卡涨价缺货而转而购买游戏机，更加剧了缺货的问题。
此外，由於本世代遊戲機長時間缺貨以及當前仍在第八世代向第九世代過渡期，大量新推出的遊戲仍然僅將第八世代的Xbox One和PlayStation 4作為主要支持平台，而本世代的Xbox Series X/S與PlayStation 5仍僅作為未來計劃或者通過其向下兼容性支持，導致支持本世代遊戲機嚴重缺乏。受此影響，大量玩家仍選擇停留在Xbox One和PlayStation 4或者購買遊戲數量和便攜性更佔優勢的任天堂Switch，最終導致Xbox Series X/S與PlayStation 5在首發後銷量大幅度下滑並在同期被任天堂Switch超越。

## 家用游戏机

### PlayStation 5
2019年4月，在接受《连线》杂志的采访时，PlayStation 4首席架构师马克·塞尔尼（Mark Cerny）表明了PlayStation 5的存在。索尼在2019年年初的财报中确认PlayStation 5正在研发，并确认其不会在2020年4月前发布。索尼PlayStation 5于2020年年末发布。
2019年10月8日，索尼正式确定下一代游戏机名为PlayStation 5，并初步公开其配置，包括AMD Zen 2架构7纳米制程8核心16线程CPU、基于AMD RDNA架构并支持实时硬件光线追踪的GPU、固态硬盘、8K分辨率显示输出、支持三层（100GB）超高清蓝光光盘的光驱、对PlayStation VR的支持以及对PlayStation 4游戏的兼容性。

### Xbox Series X/S
微软于2019年6月9日于E3 2019期间在洛杉矶微软剧院举行的发布会上公布了其下一代游戏机“Project Scarlett”。及后至2019年12月12日在同一场地举行的2019年游戏大奖颁奖典礼上，微软确定下一代游戏机名为Xbox Series X，并于2020年11月10日发布。
微软同时初步公开了Xbox Series X的配置，包括AMD Zen 2架构的CPU、基于AMD RDNA架构并支持实时硬件光线追踪的GPU、NVMe接口的固态硬盘、GDDR6内存，以及120Hz、8K分辨率显示输出。Xbox Series X的外形更加类似传统的塔式電腦，可以竖向或横向放置。Xbox Series X将配备在Xbox One控制器基础上进行小幅度修改后的控制器，包括增加一个“分享”按钮。微软确认Xbox Series X将拥有对Xbox One游戏的兼容性，以及对Xbox One兼容的Xbox及Xbox 360游戏的兼容性。为此，Xbox One的兼容性计划将被停止，以使得所有目前能在Xbox One上运行的游戏均能在Xbox Series X上运行。Xbox部门负责人菲尔·斯宾塞（Phil Spencer）宣称微软将继续支持通过物理介质（光盘）分发游戏。

### 任天堂Switch 2
任天堂Switch 2是任天堂推出的電子遊戲機，為2017年推出的任天堂Switch的後繼機，於2025年6月5日發售。
儘管先前已有大量傳聞，任天堂直到2024年5月7日才正式承認「任天堂Switch的後繼機種」，於2025財年內（2025年3月31日前）公開更多情報。隨後，任天堂在2024年11月透露該「後繼機種」擁有向下兼容能力，可以遊玩任天堂Switch的遊戲，也可以使用任天堂Switch Online服務。
任天堂在2025年1月16日正式公布該後繼機種「任天堂Switch 2」。
任天堂預計於2025年4月2日的任天堂直面會中近一步公開Switch 2的相關消息，並自2025年4月起於世界各地舉辦Switch 2的體驗會。